# P0-matrice
En mathématiques, une P0-matrice est une matrice carrée réelle dont les mineurs principaux sont positifs. Ces matrices interviennent dans l'étude des problèmes de complémentarité linéaire. Une notion voisine est celle des P-matrices.

## Définition
On note ci-dessous {\displaystyle M_{I,J}} la sous-matrice de {\displaystyle M} formée de ses éléments avec indices de ligne dans {\displaystyle I} et indices de colonne dans {\displaystyle J.}
P0-matrice — On dit qu'une matrice carrée réelle {\displaystyle M\in \mathbb {R} ^{n\times n}} est une P0-matrice si l'une des propriétés équivalentes suivantes est vérifiée :
1. tous les mineurs principaux de {\displaystyle M} sont positifs : pour tout {\displaystyle I\subset \{1,\ldots ,n\}} non vide, {\displaystyle \det M_{I,I}\geqslant 0},
2. pour tout vecteur {\displaystyle x\in \mathbb {R} ^{n}} non nul, on peut trouver un indice {\displaystyle i} tel que {\displaystyle x_{i}\neq 0} et {\displaystyle x_{i}(Mx)_{i}\geqslant 0},
3. pour tout {\displaystyle I\subset \{1,\ldots ,n\}} non vide, les valeurs propres réelles de {\displaystyle M_{I,I}} sont positives,
4. pour toute matrice diagonale définie positive {\displaystyle D}, {\displaystyle M+D} est inversible.

On note {\displaystyle \mathbf {P_{0}} } l'ensemble des P0-matrices d'ordre quelconque. On appelle P0-matricité la propriété d'une matrice d'appartenir à {\displaystyle \mathbf {P_{0}} }.
Le nom de ces matrices a été proposé par Fiedler et Pták (1966), qui ont aussi montré l'équivalence entre les définitions 1 et 2. L'expression 4 de la P0-matricité est due à Chen et Harker (1993).

## Propriétés immédiates
De la définition 1, on déduit que
- {\displaystyle M\in \mathbf {P_{0}} } si et seulement si {\displaystyle M^{\top \!}\in \mathbf {P_{0}} },
- Si {\displaystyle M} est symétrique, alors {\displaystyle M\in \mathbf {P_{0}} } si et seulement si {\displaystyle M} est semi-définie positive,
- {\displaystyle \mathbf {P_{0}} \cap \mathbb {R} ^{n\times n}} est un fermé de {\displaystyle \mathbb {R} ^{n\times n}},
- si {\displaystyle M+M^{\!\top \!}} est semi-définie positive, alors {\displaystyle M\in \mathbf {P_{0}} .}

## Complexité
Vérifier qu'une matrice donnée dans {\displaystyle \mathbb {Q} ^{n\times n}} est une P0-matrice est un problème co-NP-complet.

### Note
1. ↑  (en) M. Fiedler, V. Pták (1966). Some generalizations of positive definiteness and monotonicity. Numerische Mathematik, 9, 163–172. doi
2. ↑  (en) B. Chen, P.T. Harker (1993). A non-interior continuation method for linear complementarity problems. SIAM Journal on Matrix Analysis and Applications, 14, 1168–1190. doi
3. ↑  (en) P. Tseng (2000). Co-NP-completeness of some matrix classification problems. Mathematical Programming, 88, 183–192.

### Ouvrages généraux
- (en) R. W. Cottle, J.-S. Pang, R. E. Stone (2009). The linear complementarity problem. Classics in Applied Mathematics 60. SIAM, Philadelphia, PA, USA.
- (en) R. A. Horn, Ch. R. Jonhson (1991). Topics in Matrix Analysis. Cambridge University Press, New York, NY, USA.